# رينيه كولمان
رينيه كولمان هي ممثلة كندية، ولدت في 8 يناير 1962 في ساسكاتون في كندا.

## وصلات خارجية
- رينيه كولمان على موقع IMDb (الإنجليزية)
- رينيه كولمان على موقع قاعدة بيانات الفيلم (الإنجليزية)